# برالو دي بريغولا (بافيا)
برالو دي بريغولا (بالإيطالية: Brallo di Pregola)‏ هي بلدة تقع في مقاطعة بافيا بإقليم لومبارديا في شمال إيطاليا. تبلغ مساحة هذه المدينة 46.3 (كم²)، وترتفع عن سطح البحر 951 م، بلغ عدد سكانها 832 نسمة في عام 2004 حسب إحصاء المعهد الوطني للإحصاء.

## السكان
في سنة 1861 بلغ عدد السكان 2٬366 نسمة، وتطور العدد ليصل في سنة 2011 لـ 689 نسمة.
يظهر هذا المخطط البياني تطور النمو السكاني لـ برالو دي بريغولا (بافيا)